# Îles Raevski
De Îles Raevski is een eilandengroep in het midden van de Tuamotu archipel, in Frans-Polynesië. De eilanden werden op 15 juli 1820 ontdekt door de Duitse ontdekkingsreiziger Fabian Gottlieb von Bellingshausen, die in opdracht van Rusland werkte. De naam van de eilanden is een eerbetoon aan de Russische generaal Nikolaj Rajevski.

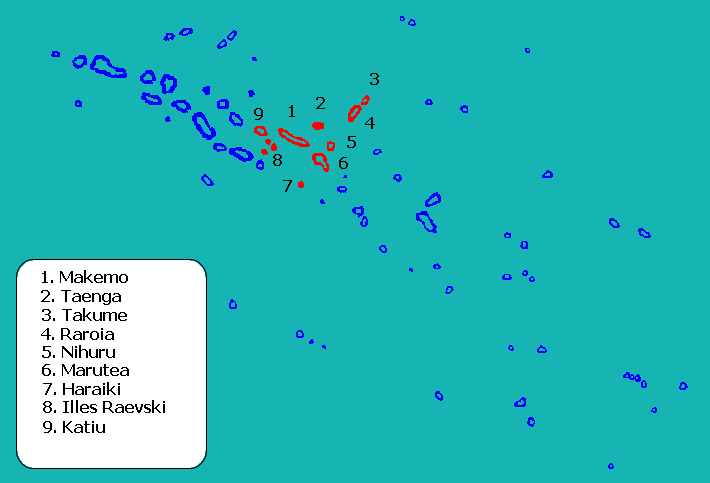
Positie van Îles Raevski (8) binnen de Tuamotueilanden

## Geografie
De Îles Raevski bevatten de volgende atollen:
- Hiti, of Hiti-Mau-Rea
- Tepoto Sud of Ti Poto
- Tuanake

Dit zijn drie onbewoonde atollen die zijn ingedeeld bij de gemeente Makemo.

## Andere interpretatie
Op oudere kaarten worden de atollen die behoren tot de gemeenten:
- Anaa
- Fakarava
- Makemo  (bewoonde atollen)

ingedeeld bij de  Îles Raevski.
De volgende atollen behoren tot deze drie gemeenten:
- Makemo, Takume, Raroia, Taenga, Nihiru, Katiu, Marutea Nord en Haraiki bij de gemeente Makemo
- Fakarava, Aratika, Kauehi, Niau, Raraka, Taiaro en Toau bij de gemeente Fakarava
- Anaa, Faaite, Tahanea en Motutunga bij de gemeente Anaa.

Atollen: Hiti · Tepoto Sud · Tuanake